# Nothybidae
Famille
Les Nothybidae sont une famille de diptères rencontrée seulement en Asie du Sud-Est.

## Liste des genres
Selon Catalogue of Life (28 févr. 2013) :
- genre Nothybus
  - Nothybus acrobates
  - Nothybus biguttatus
  - Nothybus decorus
  - Nothybus kempi
  - Nothybus lineifer
  - Nothybus longicollis
  - Nothybus sumatranus
  - Nothybus triguttatus